# Realtek Media Player
Realtek Media Player (también conocido como AvRack por el acceso directo del escritorio o RtlRack por el archivo ejecutable) es un reproductor multimedia creado por Realtek para la plataforma Microsoft Windows, que está empaquetado con controladores de dispositivo de audio AC97. El reproductor tiene varias funciones, que incluyen reproducir CD, MP3 y WMA, junto con otras herramientas tales como pieles intercambiables y cambio de clave funcionalidad. También incluye un ecualizador global para el audio del sistema completo. El programa se distribuye con dos pieles cambiables, la predeterminada Base Skin y una más ágil y básica piel llamada classic.